# دانييل كيروس
دانييل كيروس (بالإسبانية: Heriberto Quiros)‏ هو لاعب كرة قدم كوستاريكي في مركز الهجوم، ولد في 26 يوليو 1972 في كارتاغو، كوستاريكا ‏ في كوستاريكا. شارك مع منتخب كوستاريكا لكرة القدم. أما مع النوادي، فقد لعب مع نادي كارتاهينيس.

## وصلات خارجية
- دانييل كيروس على موقع الاتحاد الدولي (مؤرشف)  (الإنجليزية)
- دانييل كيروس على موقع قاعدة بيانات كرة القدم.إي يو (الإنجليزية)
- دانييل كيروس على موقع ناشيونال فوتبول تيمز (الإنجليزية)